# Kudu’er (köpinghuvudort i Kina, Inner Mongolia Autonomous Region, lat 50,03, long 121,61)
Kudu'er (kinesiska: 库都尔, 库都尔镇) är en köpinghuvudort i Kina. Den ligger i den autonoma regionen Inre Mongoliet, i den norra delen av landet, omkring 1 300 kilometer nordost om regionhuvudstaden Hohhot. Antalet invånare är 26 268. Befolkningen består av 12 890 kvinnor och 13 378 män. Barn under 15 år utgör 7,0 %, vuxna 15-64 år 75 %, och äldre över 65 år 16,0 %.
Runt Kudu'er är det glesbefolkat, med 14 invånare per kvadratkilometer. Det finns inga andra samhällen i närheten. I omgivningarna runt Kudu'er växer i huvudsak blandskog.
Genomsnittlig årsnederbörd är 821 millimeter. Den regnigaste månaden är juli, med i genomsnitt 235 mm nederbörd, och den torraste är februari, med 7 mm nederbörd.